# ويليام هارولد هات
ويليام هارولد هات (بالإنجليزية: William Harold Hutt)‏ كان اقتصادياً انجليزياً وصف نفسه بأنه «اقتصادي كلاسيكي».
أسس مصطلح سيادة المستهلك في كتابه عام 1936.